# 陸繋島

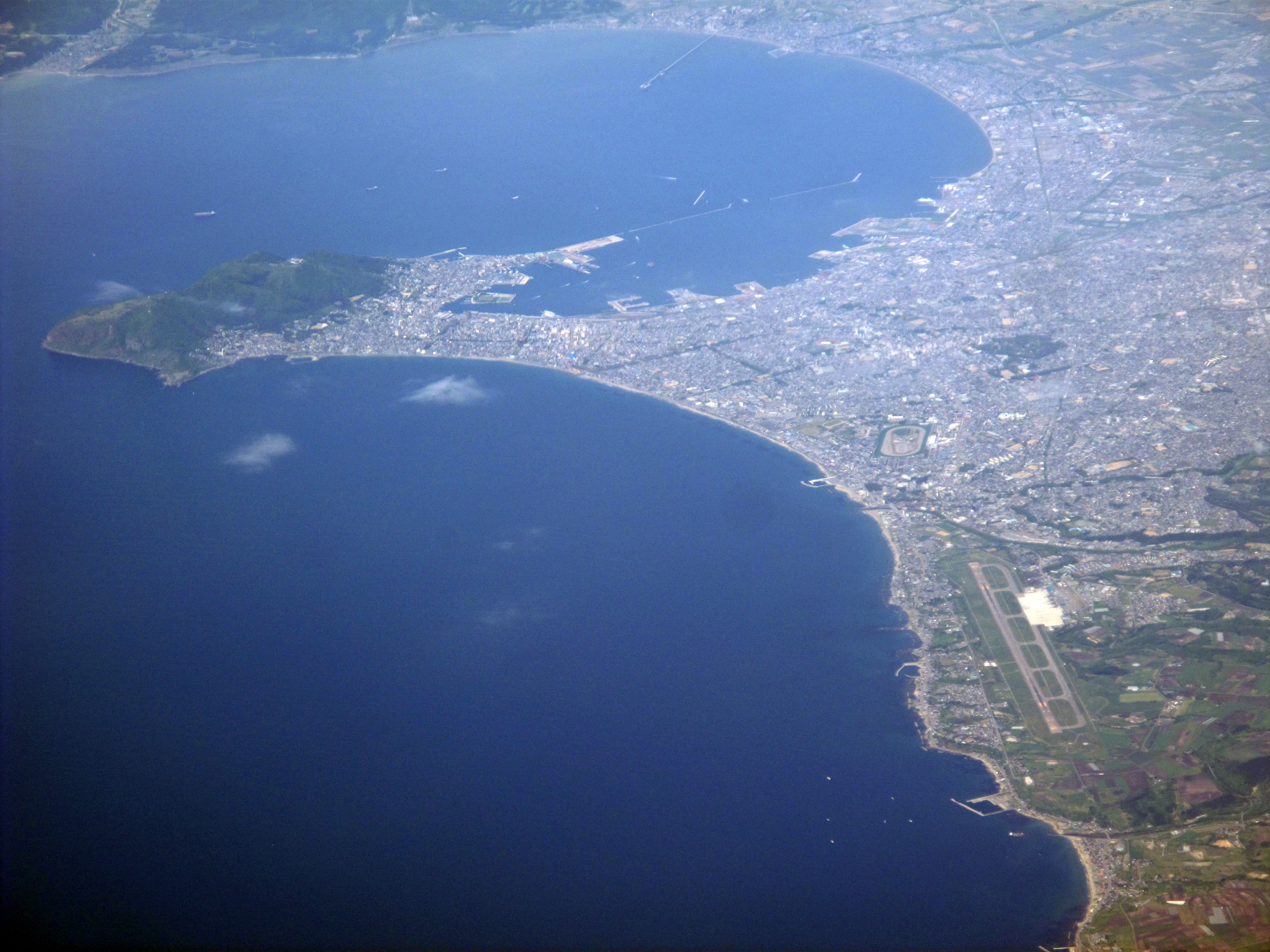
函館山（北海道函館市）

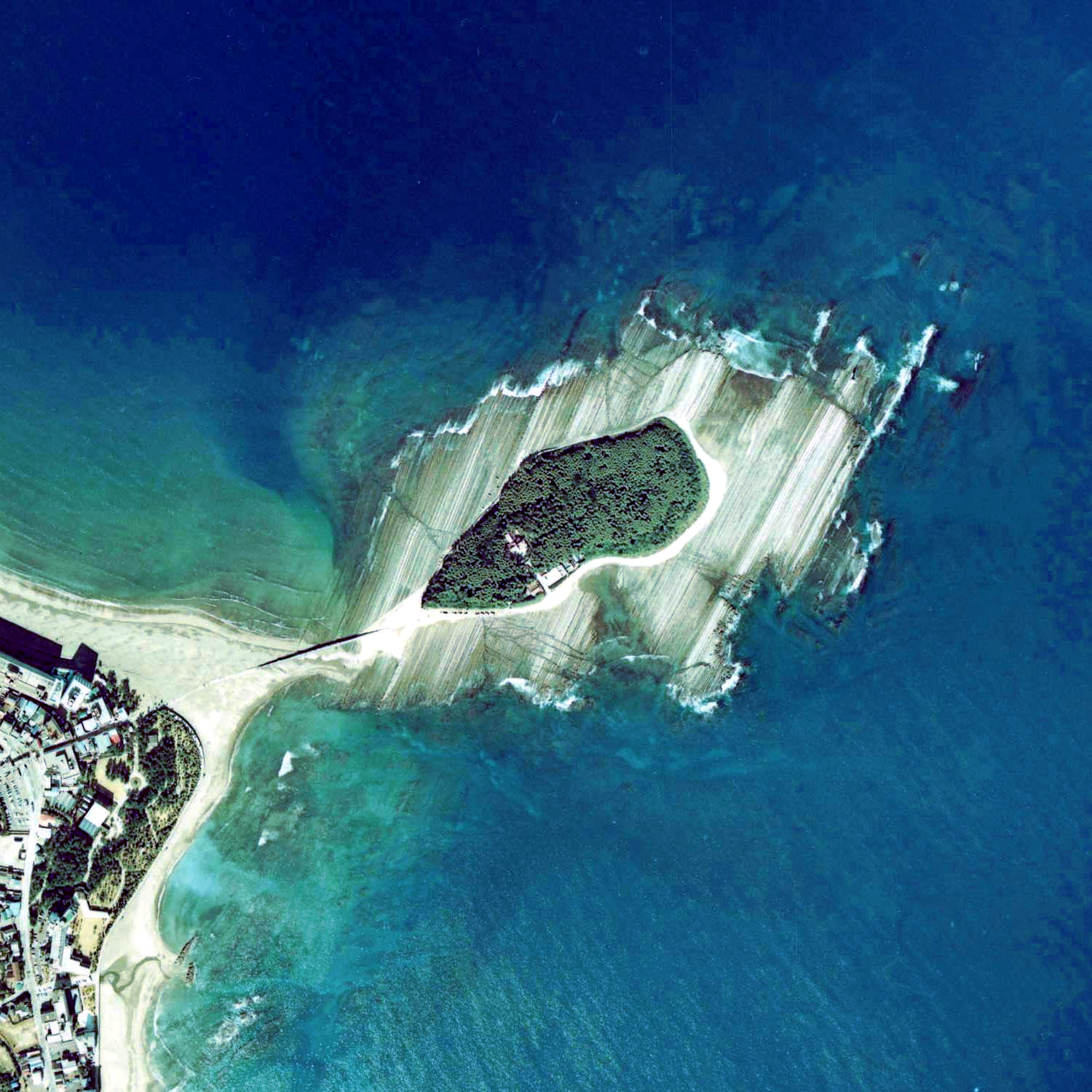
青島（宮崎県宮崎市）

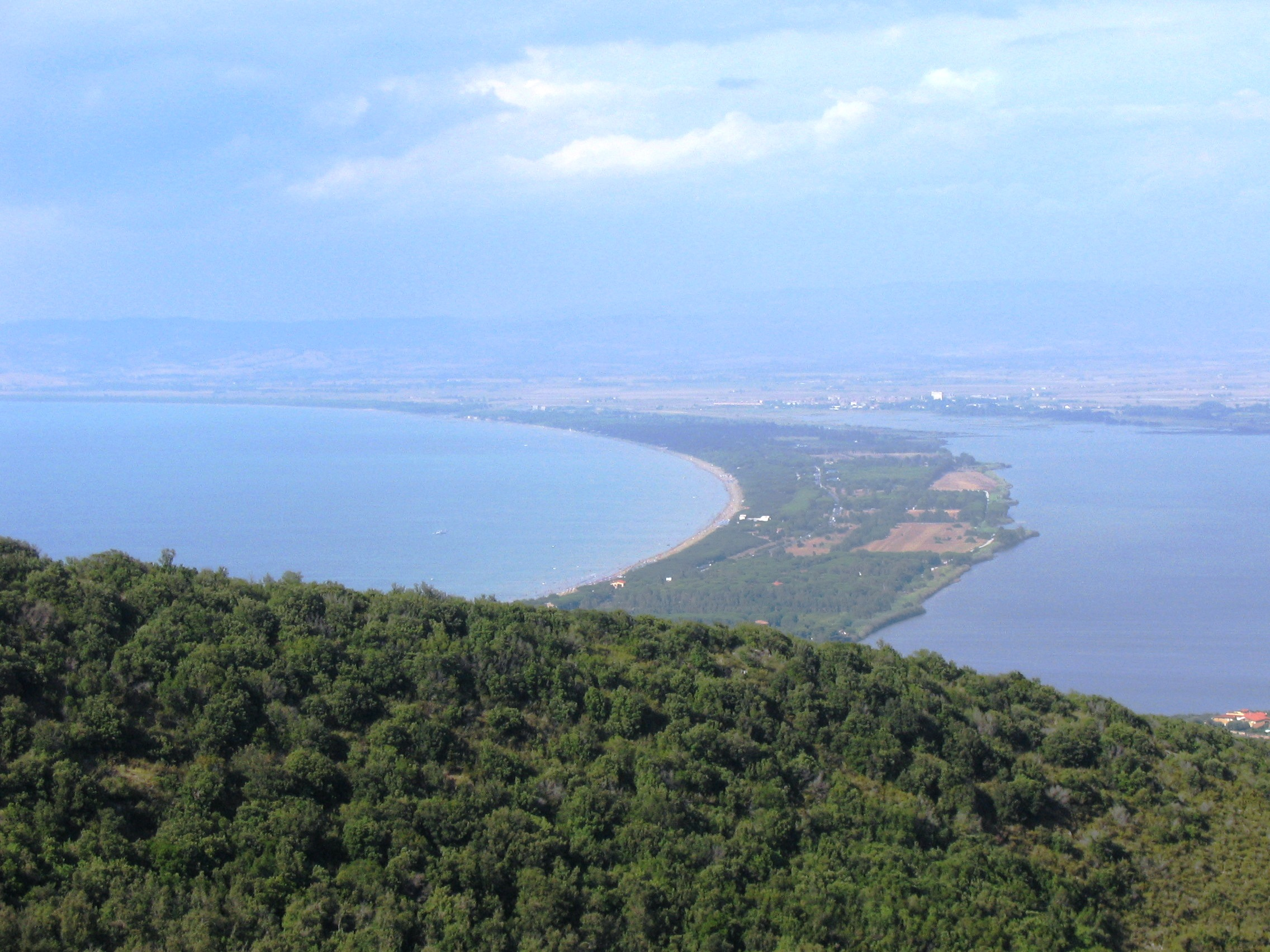
モンテ・アルジェンターリオ（イタリア）

ラングラード島（フランス）

陸繋島（りくけいとう、英語: land-tied island）とは、陸繋砂州の形成によって主陸地と陸続きと化した、島のことである。
海岸近くに島があると島の本土側では沖からの波が島を回り込んで衝突しあって弱まり、結果として波の静かな海域ができる。この海域は沿岸流や周辺の河川などから運ばれてきた砂が堆積しやすく、やがて海岸と島を結ぶ砂州が成長し陸続きとなる。この砂州のことは陸繋砂州（りくけいさす）あるいはトンボロ（tombolo）という。

## 主な陸繋島

### 日本
形成したトンボロが「日本三大トンボロ」と数えられることがある陸繋島
- 函館山（北海道函館市）[注 2]
- 潮岬（和歌山県東牟婁郡串本町）[注 3]
- 遠見山（鹿児島県薩摩川内市）[注 4]

その他
- 落石岬（北海道根室市）
- 湯沸島（北海道浜中町）
- エンルム岬（北海道様似町）
- 絵鞆半島（北海道室蘭市）
- 鴎島（北海道江差町）
- 蕪島(青森県八戸市)
- 男鹿半島（秋田県）[注 5]
- 弁天島(山形県鶴岡市)
- 宮戸島（宮城県東松島市）
- 沖ノ島（千葉県館山市）
- 大房岬（千葉県南房総市）
- 鳥ヶ島（東京都新島村）
- 江の島（神奈川県藤沢市）
- 立島（新潟県粟島浦村）
- 二ツ亀（新潟県佐渡市）
- 城山（新潟県佐渡市）
- 長手島（石川県羽咋市）
- 大島半島（福井県大飯郡おおい町、高浜町）
- 三四郎島（静岡県西伊豆町）
- 猫崎（兵庫県豊岡市）
- 友ヶ島（和歌山県和歌山市）
- 皆生海岸（鳥取県米子市）
- 平島（島根県江津市）
- 大岬（島根県大田市）
- 沖泊の岬（島根県大田市）
- 宮ヶ島（島根県益田市）
- 油谷島（山口県長門市）
- 俵島（山口県長門市）
- 笠山（山口県萩市）
- 指月山（山口県萩市）
- 峨眉山（室積半島）（山口県光市）
- 象鼻ヶ岬（室積半島）（山口県光市）
- 那佐半島（徳島県海陽町）
- 荘内半島 (香川県三豊市)
- 瀬居島(香川県坂出市)
- 沙弥島(香川県坂出市)
- 余島（香川県土庄町）[注 6]
- 由利島（愛媛県松山市）
- 志賀島（福岡県福岡市）
- 糸島半島 （福岡県福岡市、糸島市）
- 祇園山 （長崎県長崎市）
- 泊島(長崎県対馬市)
- 馬の瀬 （大分県国東市）
- 富岡半島（熊本県苓北町）
- 黒田の家臣（宮崎県日向市）
- 青島（宮崎県宮崎市）
- 桜島(鹿児島県鹿児島市)
- 知林ヶ島（鹿児島県指宿市）
- 赤丸岬（沖縄県国頭村）

### 日本国外
- ヴェルデ岬（セネガル）
- モンテ・アルジェンターリオ（イタリア）
- マカオ半島（中華人民共和国）
- モン・サン=ミシェル（フランス）

道路の改良工事により「タイダル・アイランド」の状態に戻す計画が進行中。
- ジブラルタル（イベリア半島）

スペインと接するイギリスの海外領土。
- 聖ニニアンの島（イギリス）